# Xavier Guerrero
Xavier Guerrero (San Pedro de las Colonias, Coahuila, 3 de diciembre de 1896–Ciudad de México, 29 de junio de 1974) fue uno de los pioneros del muralismo mexicano de inicios del siglo XX. Se inició en la pintura trabajando con su padre, que se dedicaba a la albañilería y la decoración, pero hay indicios de que su formación fue principalmente autodidacta. Empezó a pintar murales tras ubicarse en Guadalajara en 1912. En 1919 se trasladó a Ciudad de México, justo cuando el movimiento muralista estaba a punto de eclosionar. Produjo la mayor parte de su obra en colaboración o bajo la supervisión de otros pintores, como Diego Rivera y David Alfaro Siqueiros, en el Colegio de San Ildefonso, el edificio de la Secretaría de Educación Pública y la Universidad Autónoma de Chapingo; sin embargo, gran parte de su obra se ha perdido. Aunque es principalmente conocido por su obra mural, se considera que su obra posterior en lienzo es mejor.

## Biografía

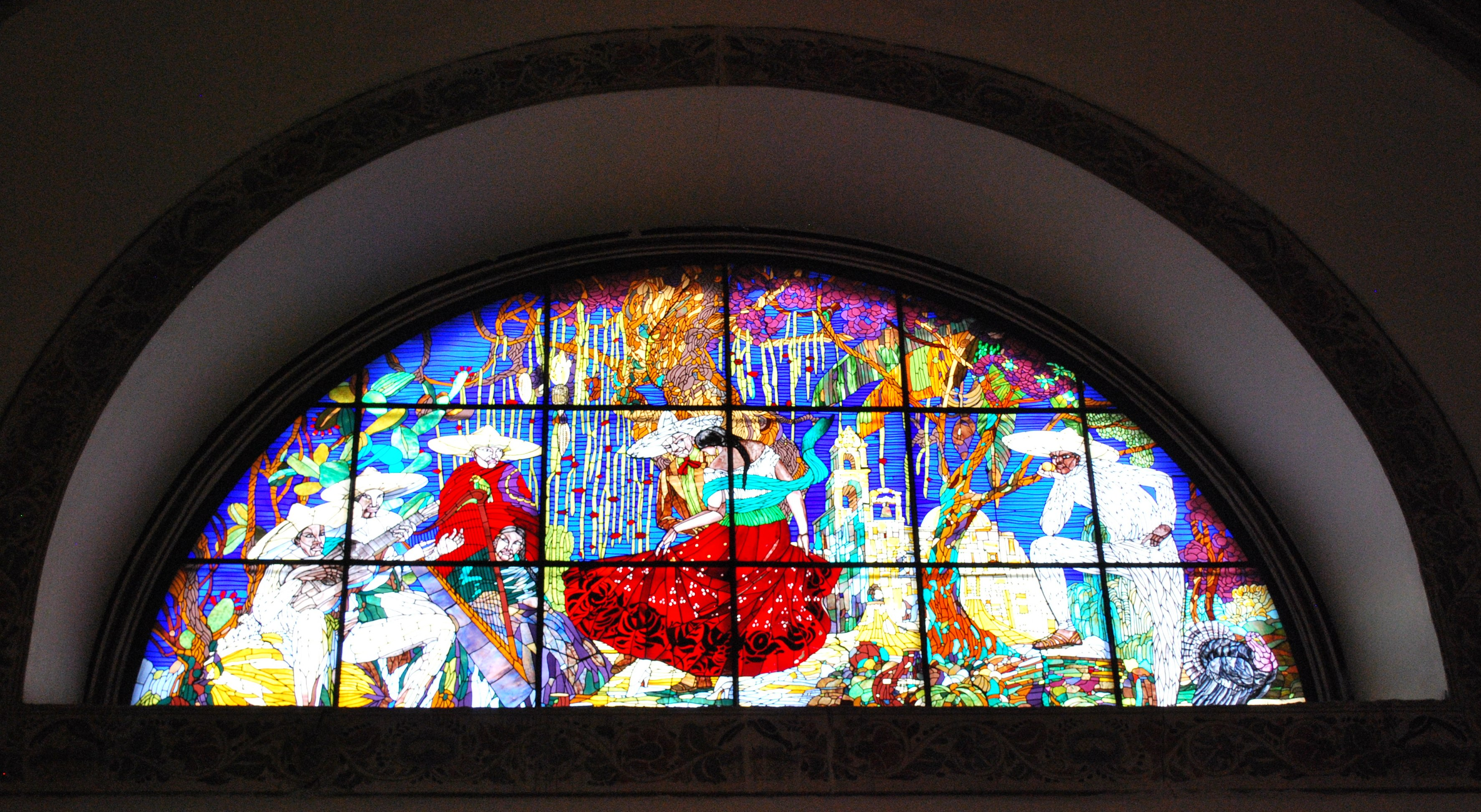
El Jarabe Tapatío created by the artist with Roberto Montenegro.

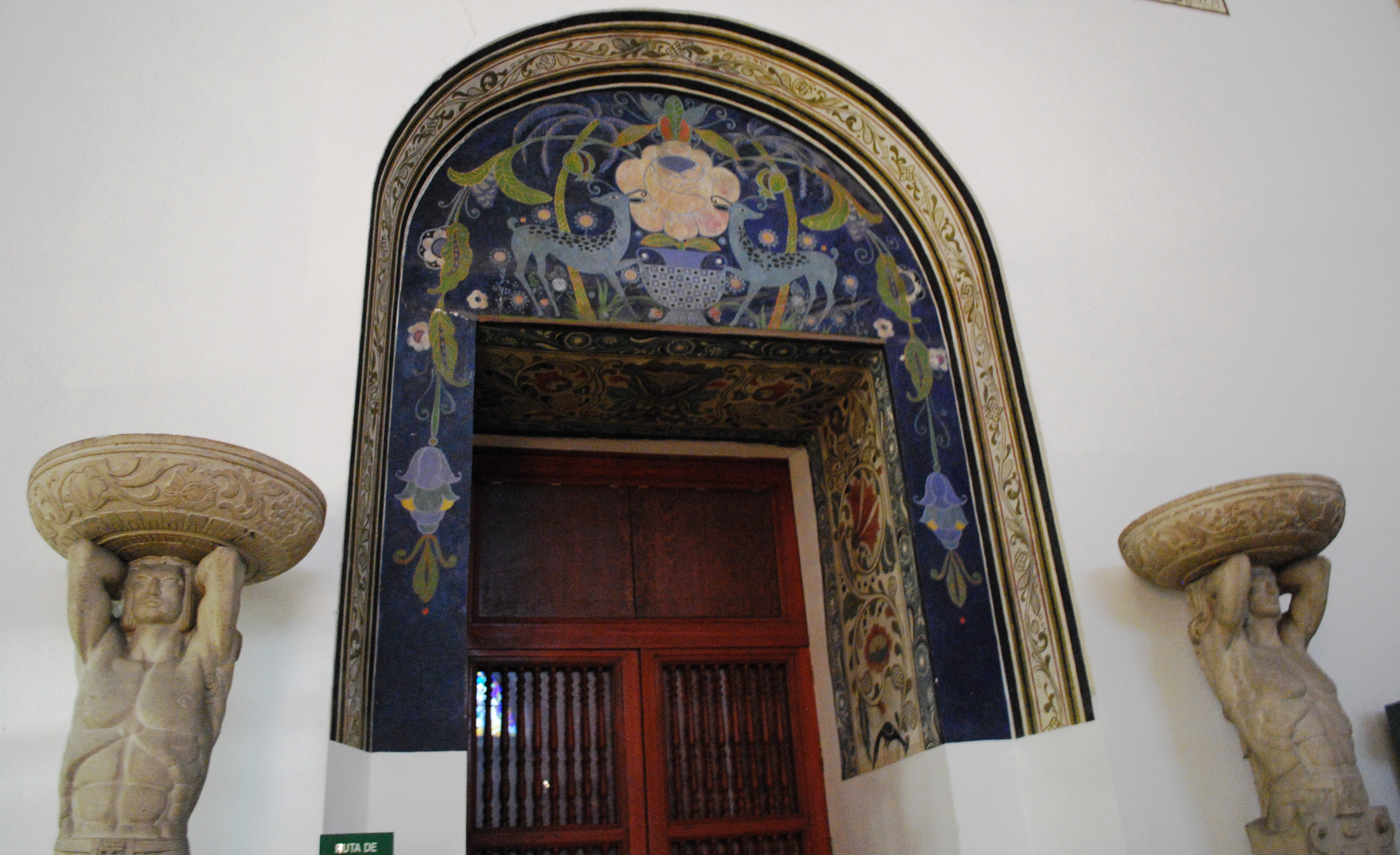
Doorway in the Museum of Light in Mexico City painted by the artist

Javier Guerrero Saucedo Francisco nació en San Pedro de las Colonias, Coahuila, en 1896. Sus padres eran Marion Saucedo y Toalul Guerrero. Adoptó «Xavier Guerrero»" como nombre profesional.
Su padre era albañil, pintor y decorador, y trabajaba a menudo en haciendas; Xavier asistió a su padre en su oficio desde niño y se formó así en técnicas estéticas y pictóricas.  Aprendió a mezclar y crear pintura, así como a fabricar cemento y mortero. Su habilidad para la acuarela fue reconocida desde muy joven.
Ya destacado por su trabajo en acuarela, se trasladó a Guadalajara en 1912, donde conoció a pintores, músicos, escultores y periodistas en el local denominado Centro Bohemio, uno de los núcleos del inicio del movimiento muralista mexicano. Jean Charlot fue uno de sus mejores amigos. En los años veinte, mantuvo una relación con la fotógrafa Tina Modotti, a la que retrató en 1928. Durante un tiempo vivió con Diego Rivera y Frida Kahlo.
Iniciado en el pensamiento estalinista por Modotti, comenzó una actividad política en el movimiento comunista que continuó durante toda su vida. Junto con David Alfaro Siqueiros fundó en 1924 El Machete, una publicación del Partido Comunista Mexicano y el Sindicato de Obreros Técnicos, Pintores y Escultores. Su labor política y periodística le llevó a diversas partes del mundo, incluida la Unión Soviética, a donde acudió en 1927 para cursar estudios en la Universidad Lomonosov.
En los años 50 conoció y se casó con la diseñadora cubana Clara Porset, que desarrolló su propia carrera profesional trabajando con arquitectos como Juan Sordo Madaleno, Luis Barragán, Mario Pani y Enrique del Moral.
La última residencia de Guerrero estuvo en la calle del Hipo, en el barrio de San Ángel de Ciudad de México. Murió en Ciudad de México el 29 de junio de 1974, a los 77 años, y fue enterrado en el Panteón Jardín.

## Trayectoria

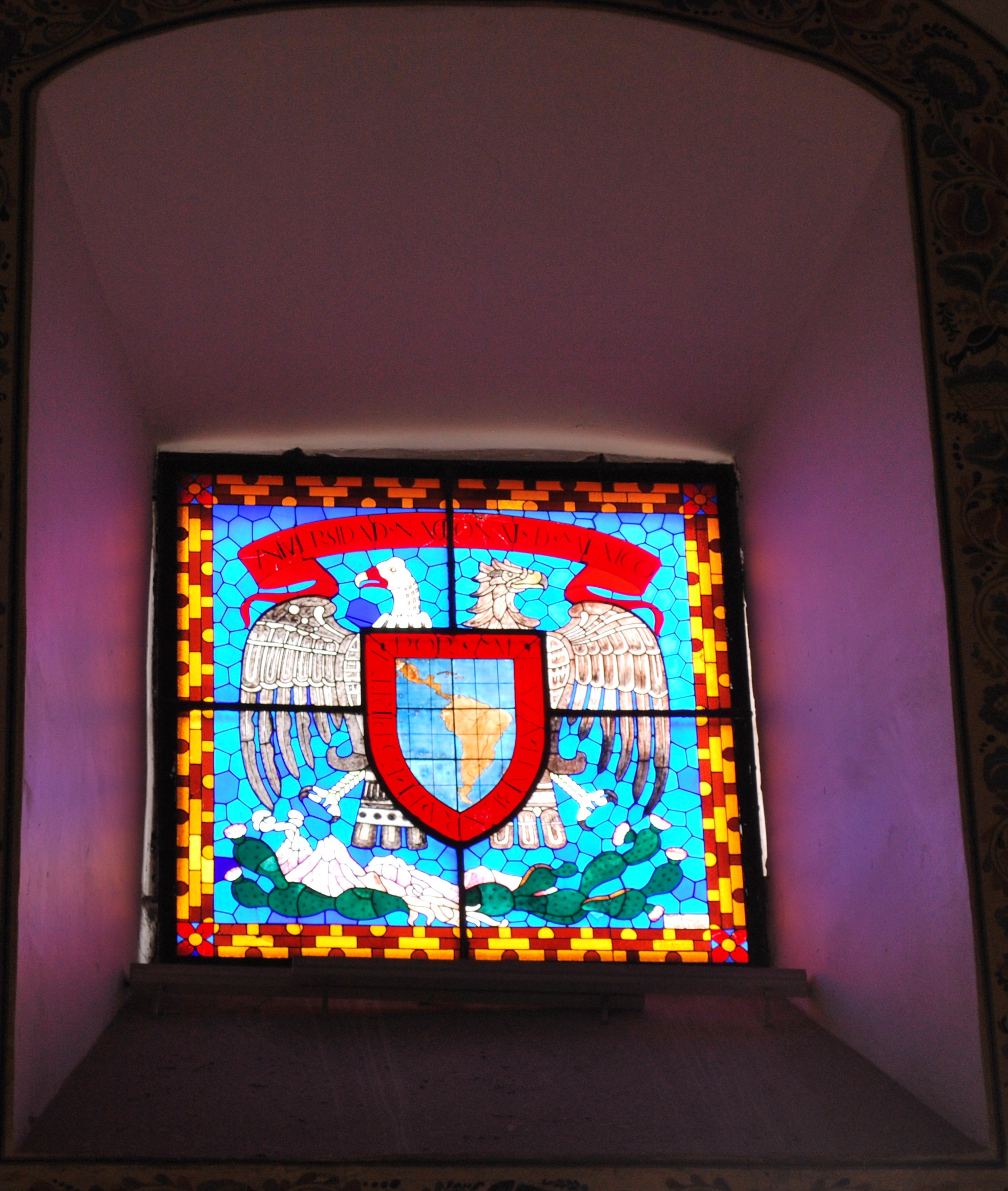
Vitral con el sello de la UNAM, en el Museo de Luz creado por Guerrero junto a Jorge Enciso

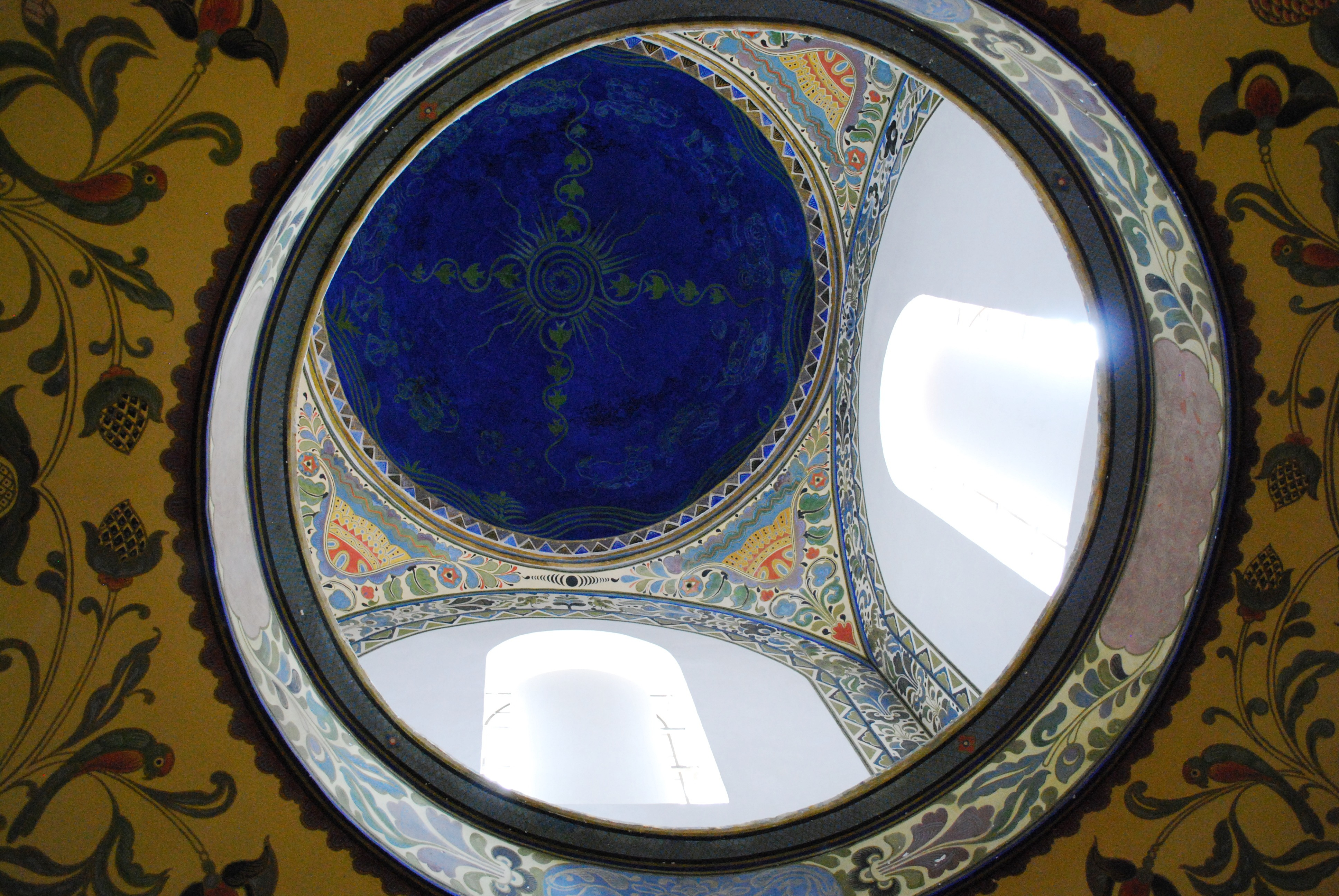
Cúpula del Museo de la Luz pintada por Guerrero y Roberto Montenegro

Xavier Guerrero fue uno de los artistas más importantes del Estado de Coahuila, pero es relativamente desconocido, incluso en su estado. No logró un nivel de fama como sus colegas contemporáneos; sin embargo, fue uno de los pioneros del Movimiento del Muralismo Mexicano junto con Diego Rivera, José Clemente Orozco y David Alfaro Siqueiros. Firmó en 1919 una petición en la que, junto a otros artistas, pedía al presidente Venustiano Carranza que les proveyera facilidades para la creación y promoción del arte mexicano, justo antes de que fuera considerado oficial el inicio del Movimiento del Muralismo Mexicano por los esfuerzos de José Vasconcelos. Una razón de que sea poco conocido es que la mayoría de su obra mural desapareció. La mayor colección de su obra se encuentra en Guadalajara y en la Universidad Autónoma de Chapingo.
Comenzó a pintar murales en Guadalajara, principalmente sobre: temas bíblicos, paisajes rurales, alegorías y perímetros decorativos. Creó su primer mural en 1912 en un edificio en Jalisco, llamado Palacio de las Vacas, cuando sólo tenía 16 años de edad. De 1913 a 1914 creó un fresco en el techo del Hospital de San Camilo, que representa la Resurrección de Cristo. En 1919, tras mudarse a la Ciudad de México, pintó la cúpula del Monasterio del Carmen e investigó las técnicas prehispánicas.
Otra de las razones del porqué no es tan conocido, se debe a que mucho de su trabajo lo hizo en colaboración o como ayudante de otros artistas. Trabajó con Roberto Montenegro en el Colegio de San Pedro y San Pablo, el mural El Árbol de la Vida y en el diseño de un vitral en las ventanas El Jarabe Tapatío y La vendedora de pericos. Diseñó un vitral de ventana para la Universidad Nacional Autónoma de México, en el mismo edificio de Jorge Enciso.  Conoció en 1921 a Diego Rivera y se convirtió en uno de los artistas que pintó en el Colegio de San Ildefonso, luego en la Escuela Nacional Preparatoria y en el Anfiteatro Bolívar, la mayoría con temas encáusticos.  Bajo la tutela de Rivera y Siqueiros, se convirtió en uno de pintores de la Secretaría de Educación Pública, junto a Amado de la Cueva y Pablo O’Higgins. A pesar de estar en la posición de subordinado, él fue quien le enseñó a Diego Rivera cómo preparar las paredes para el fresco. Asistió a José Clemente Orozco, Carlos Mérida, Miguel Covarrubias y Adolfo Best Maugard. Con Gabriel Fernández Ledesma diseñó el zócalo hecho de azulejo de Talavera para el mural Zodiaco en 1921.
Muchos de sus murales los hizo en la Universidad Autónoma de Chapingo de 1923 a 1927. Trabajo en seis frontones del edificio del Partenón al mismo tiempo en que Diego Rivera estaba pintando el interior de la capilla. Los frontones fueron pintados con alegorías de la relación entre el ser humano y los productos del campo, donde, además, agregó símbolos comunistas. Estos murales fueron restaurados en 2006.  También realizó un mural de 22 paneles en la antigua Casa del Director, demolida en los años 60. Estos paneles fueron trasladados con anterioridad, cinco de ellos a una exposición permanente en el Museo Nacional de Agricultura del campus; los demás fueron llevados al Instituto Nacional de Bellas Artes. En total, Chapingo cuenta con veintitrés paneles de frescos, un retrato en óleo, un dibujo a lápiz y relieves esculpidos.
Durante la década de 1930, su carrera se centró principalmente en el trabajo sobre lienzo, en el que se consideraba mejor, pero que no le dio el reconocimiento que le dieron sus trabajos como muralista; no obstante, de 1940 a 1942, trabajó con David Siqueiros en un mural en Chillán, Chile, llamado Muerte al invasor, ubicado en la Biblioteca Pedro Aguirre Cerda de la Escuela México. Pintó los paneles al fresco llamados De México a Chile en el vestíbulo del mismo edificio. Fueron restaurados en 2009, pero resultaron dañados por un terremoto en 2010. Los murales de Chillán se convirtieron en una importante atracción turística para la ciudad.
Entre sus murales posteriores también se incluyen Motivos mexicanos en la casa de José Guadalupe Zuno y El día y la noche en el cine Ermita de Tacubaya en la década de 1950. Pintó murales en el "Palacio de las vacas" una residencia ubicada en Guadalajara y en el Club de la Unión de Mecánicos, pero solo quedan algunos fragmentos en buen estado.
Entre sus reconocimientos destaca un premio importante, el primer lugar en el International Competition of Contemporary Furniture Design patrocinado por el Museo de Arte Moderno de Nueva York. También fue aceptado como miembro del Salón de la Plástica Mexicana. Realizó una gran exposición en el Museo de Arte Moderno de Ciudad de México en 1972. En 2002, el estado de Coahuila organizó una retrospectiva de su obra titulada Entre Torreón y San Pedro, homenaje al maestro Xavier Guerrero.

## Arte
A lo largo de su carrera, Guerrero realizó obra sobre lienzo, obra gráfica y pintura mural. Aunque su obra mural es la más conocida, se considera que su obra sobre lienzo es mejor, y tuvo más éxito con ella durante su vida. En su época, se consideraba que sus murales tenían una calidad "débil", pero su obra sobre lienzo posterior muestra un gran refinamiento en su técnica. Su obra sobre lienzo más significativa es un autorretrato de 1947 en el que predomina el color rojo sangre. A pesar de ello, Rivera le consideraba un maestro de las técnicas murales al fresco, y Jean Charlot le llamaba "un maestro en todo lo que implica escalar y pintar casas y muros", ya que enseñó técnicas de preparación de murales y muros a ambos artistas.
Su obra mural, influida en primer lugar por su experiencia infantil con la albañilería y la decoración, tiene un carácter folclórico. Se considera que su obra difumina la distinción entre bellas artes, arte popular y artesanía. Hay pruebas de que gran parte de su habilidad pictórica fue autodidacta. Su trabajo en murales se asocia principalmente con el movimiento del muralismo mexicano, aunque sus viajes le permitieron ver otros estilos pictóricos, se quedó con el Realismo que se estaba desarrollando en México. Sus temas murales incluyen la historia, el sufrimiento, el trabajo y las aspiraciones del pueblo mexicano. Como muchos de los muralistas, pensaba en el arte como un medio de transformación social para liberar a las clases oprimidas, pero encontraba alienante gran parte del carácter abiertamente político del movimiento.
Los temas de Guerrero tendían a ser más filosóficos. Para Guerrero, el hombre y la naturaleza se identifican e interactúan de forma mágica y poética. La mayoría de sus temas eran imágenes de la naturaleza, como paisajes, flores y frutas. Incluso cuando retrataba el cuerpo humano, éste solía estar rodeado de plantas y animales. Su obra se ha descrito como panteísta y mítico en el sentido de que los humanos no centran la atención, especialmente en sus lienzos, y los elementos de la naturaleza tienen cualidades antropomórficas. Por este motivo, se le ha descrito como el sucesor del arte precolombino de México. Esta cualidad distingue su obra de la de sus contemporáneos.